# St-Bernardin (Antibes)

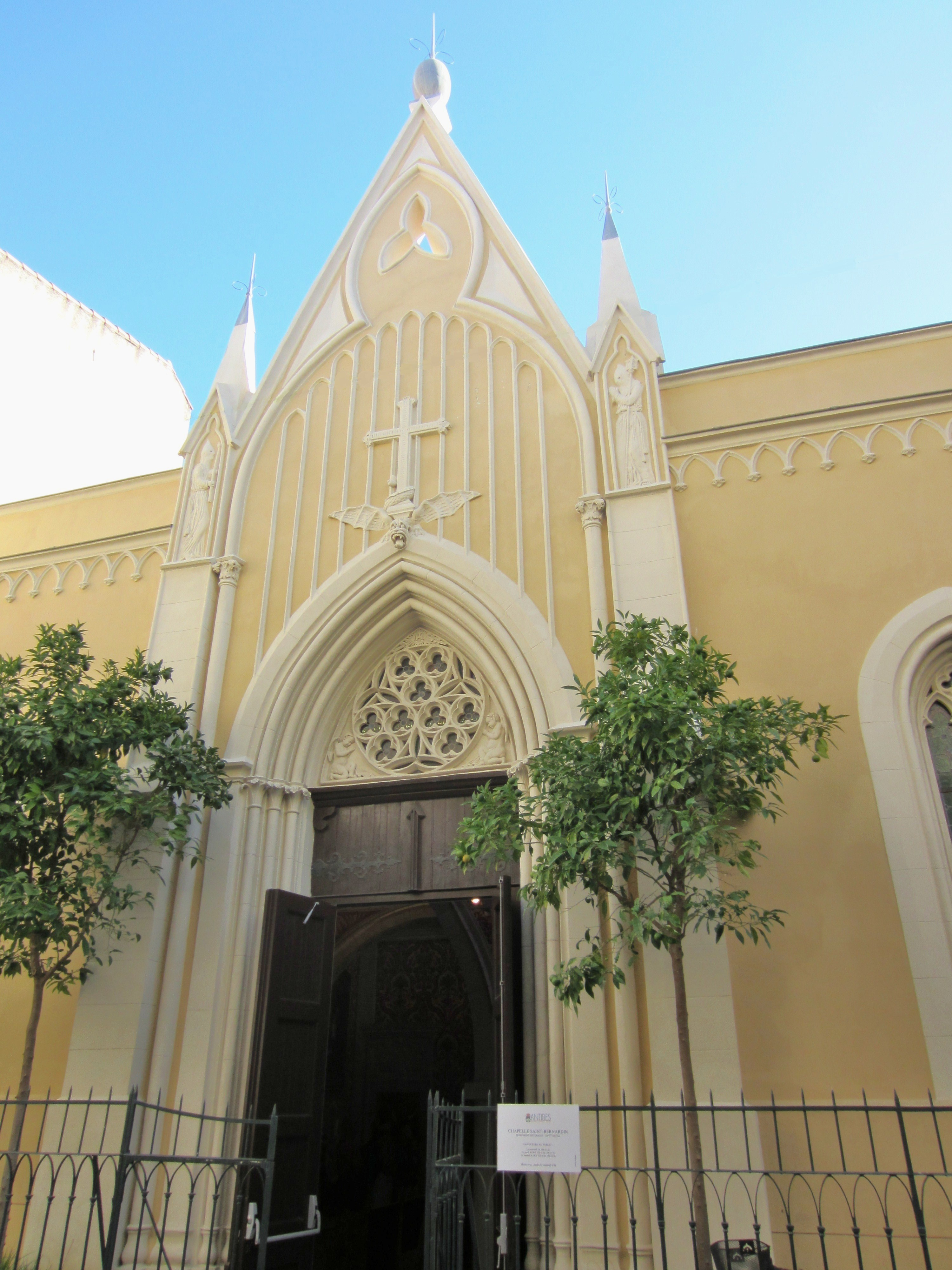
Eingangsfassade der Kapelle

Die Chapelle Saint-Bernardin oder Chapelle des Pénitents blancs ist eine Kapelle im Zentrum der Stadt Antibes in Südfrankreich. Sie ist dem heiligen Bernhardin von Siena geweiht, einem toskanischen Franziskaner, der durch seine Predigten Berühmtheit erlangte.
Die Kapelle ist am 13. März 1995 ins Verzeichnis der historischen Denkmäler (monument historique) aufgenommen worden.

## Geschichte
Das heutige Gebäude wurde auf römischen Fundamenten errichtet, schon in der Antike befand sich an der Stelle eine Kultstätte. Nach den Lokalhistorikern M. Muterse und M. Dhumez wurde die Kapelle entweder 1513 oder 1581 von den „Weißen Bußbrüdern“ (Pénitents blancs de Saint-Bernardin) errichtet, die im 15. Jahrhundert ihre Hochzeit hatten. Die Seitentür aus massivem Nussholz in der Rue Saint-Bernardin trägt das Datum 20. März 1581.
Nach einer Brandkatastrophe in den 1970er Jahren wurde die Kapelle 2007 restauriert und 2008 wieder für die Öffentlichkeit zugänglich gemacht.

## Außenseite
Die Fassade an der Rue Rostan ist im gotischen Stil ausgeführt. Der Eingang wird von Pinakeln gekrönt, auf denen mit Kapuzen bedeckte Bußbrüder abgebildet sind. Direkt über dem Portal ist ein Luzifer-Kopf eingemeißelt.

## Ausstattung
Der Altar ist mit vier gewundenen Säulen im Barockstil geschmückt, die vergoldet und mit Akanthusblättern verziert sind. Dahinter befindet sich eine Apsiskalotte mit einem Glockenturm. Die Fresken, die die Kalotte schmücken, zeigen die Apostel und stammen aus dem 16. Jahrhundert. Das Altarbild aus dem 17. Jahrhundert stammt wahrscheinlich aus dem Cordonniers-Kloster, welches sich auf der Place de la Poste befand und 1920 zerstört wurde.
An der zentralen Decke sind illusionistisch die vier Evangelisten Matthäus, Johannes, Markus und Lukas gemalt, sowie die Jungfrau Maria und der Hl. Bernhardin in der Mitte. In der Mitte stehen zwei lateinische Sätze: Ecce Deus Salvator Meus („Das ist Gott mein Retter“) und In me omnis spes vitæ et virtutis („In mir alle Hoffnung auf Tugend.“).
In einem weiteren gewölbten Raum ist eine Kopie von La descente de la croix des Primitivmalers Antoine Aundi zu sehen.

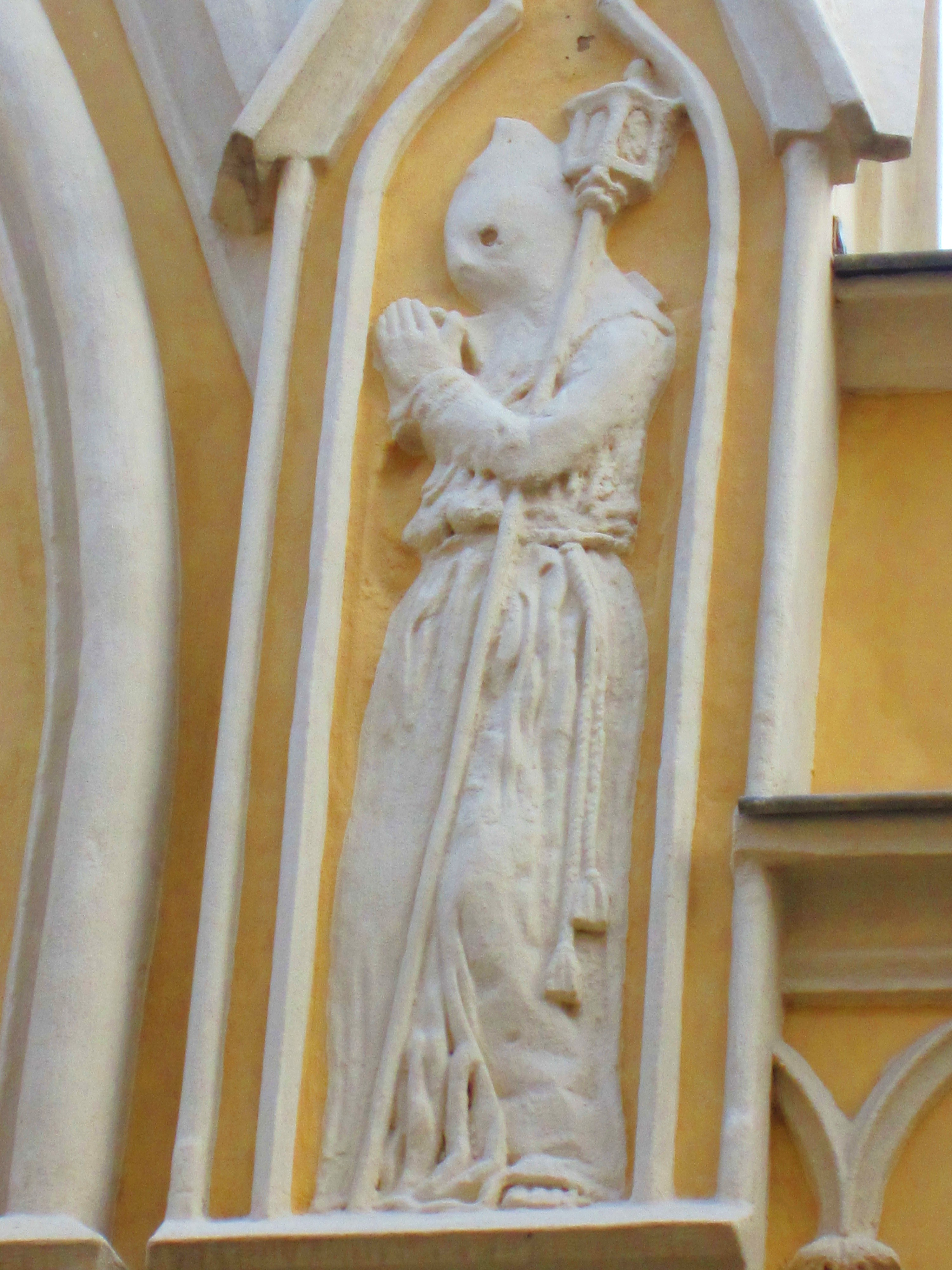
Relief eines Bußbruders auf einem Pinakel.
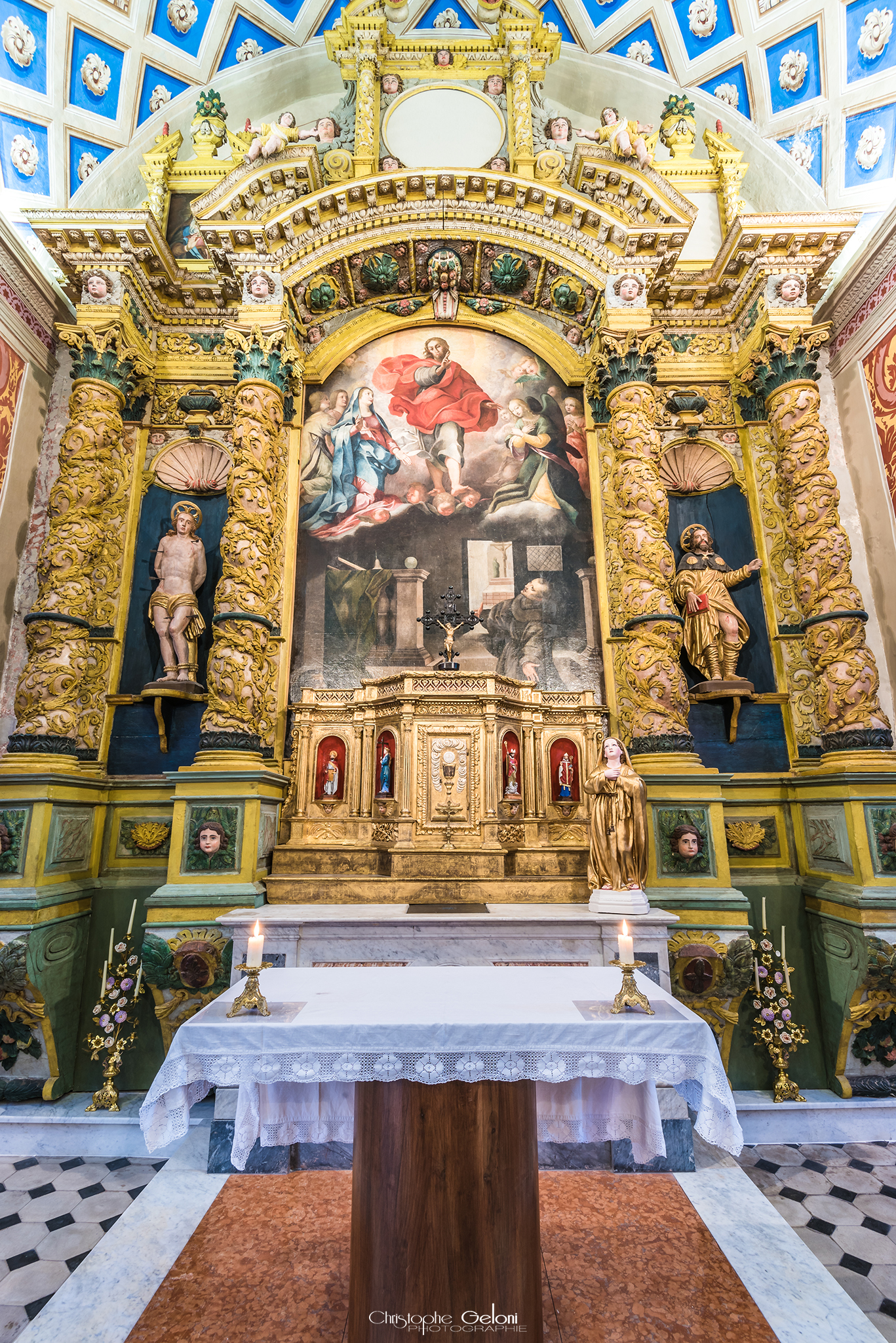
Geschlossener Altar mit vier geschmückten Säulen
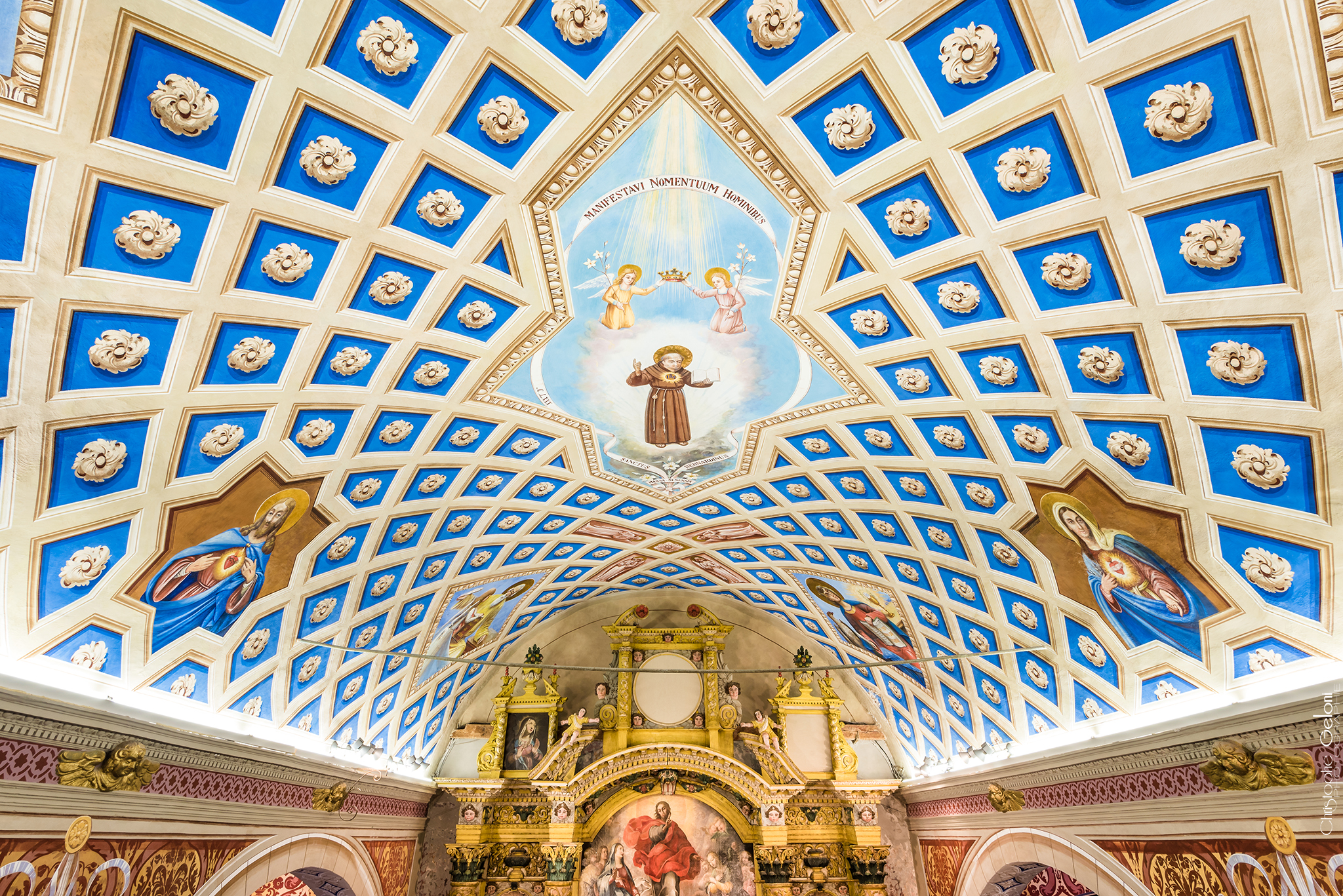
Illusionistisch gemalte Decke
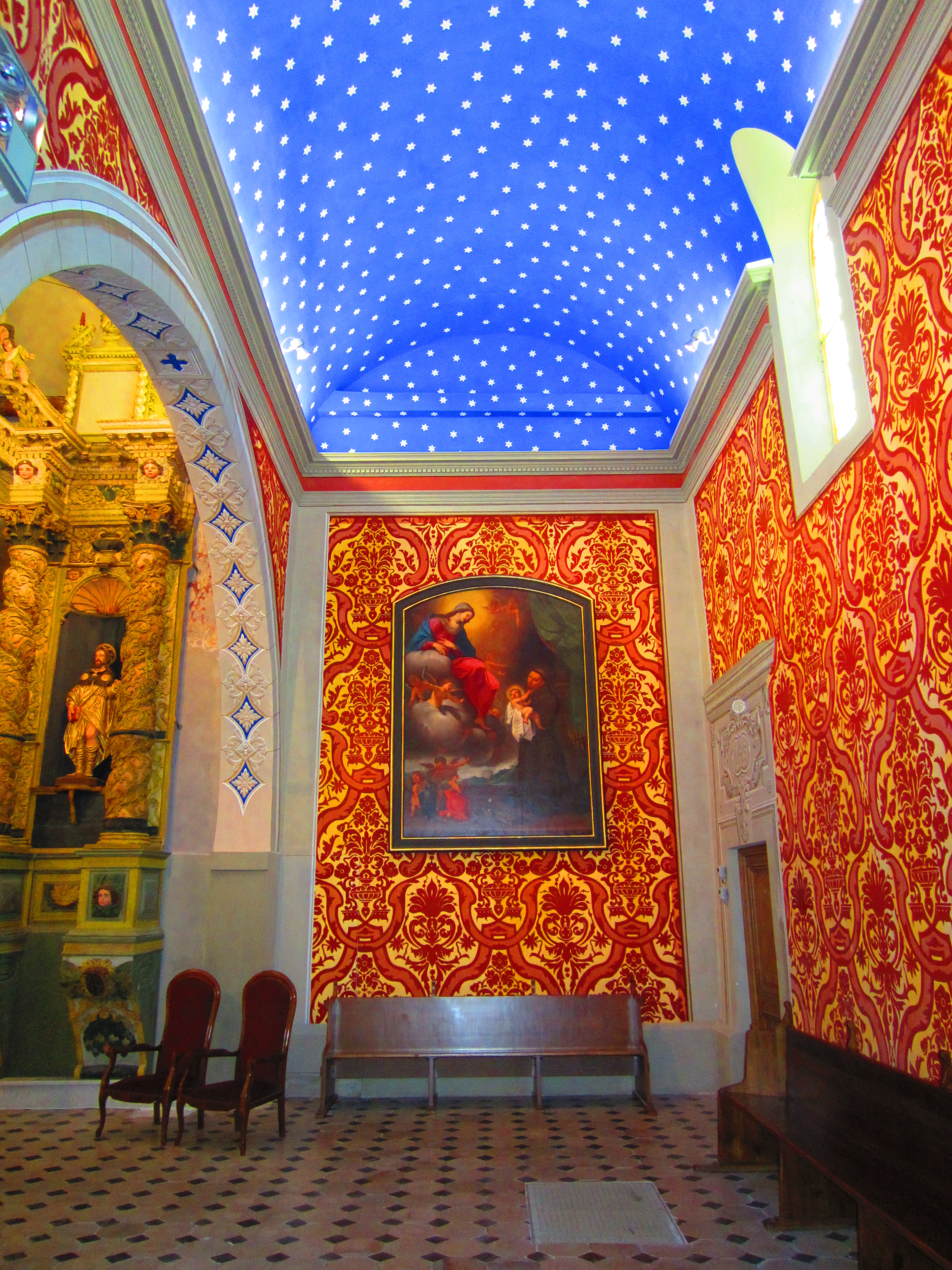
Sternendecke